# Thomas Richard Williams
Pour les articles homonymes, voir Williams.
Thomas Richard Williams, né le 5 mai 1824 à Londres dans le quartier de Blackfriars au Royaume-Uni et mort dans la même ville dans le quartier de Finchley le 5 avril 1871, est un photographe professionnel britannique et l'un des pionniers de la stéréoscopie.
Williams ouvre sa première entreprise à Londres vers 1850. Il est connu pour ses célèbres daguerréotypes stéréographiques du Crystal Palace. Il a également fait de la photographie de portrait, conservé par le Getty Museum.

## Biographie

### Enfance et années de formation

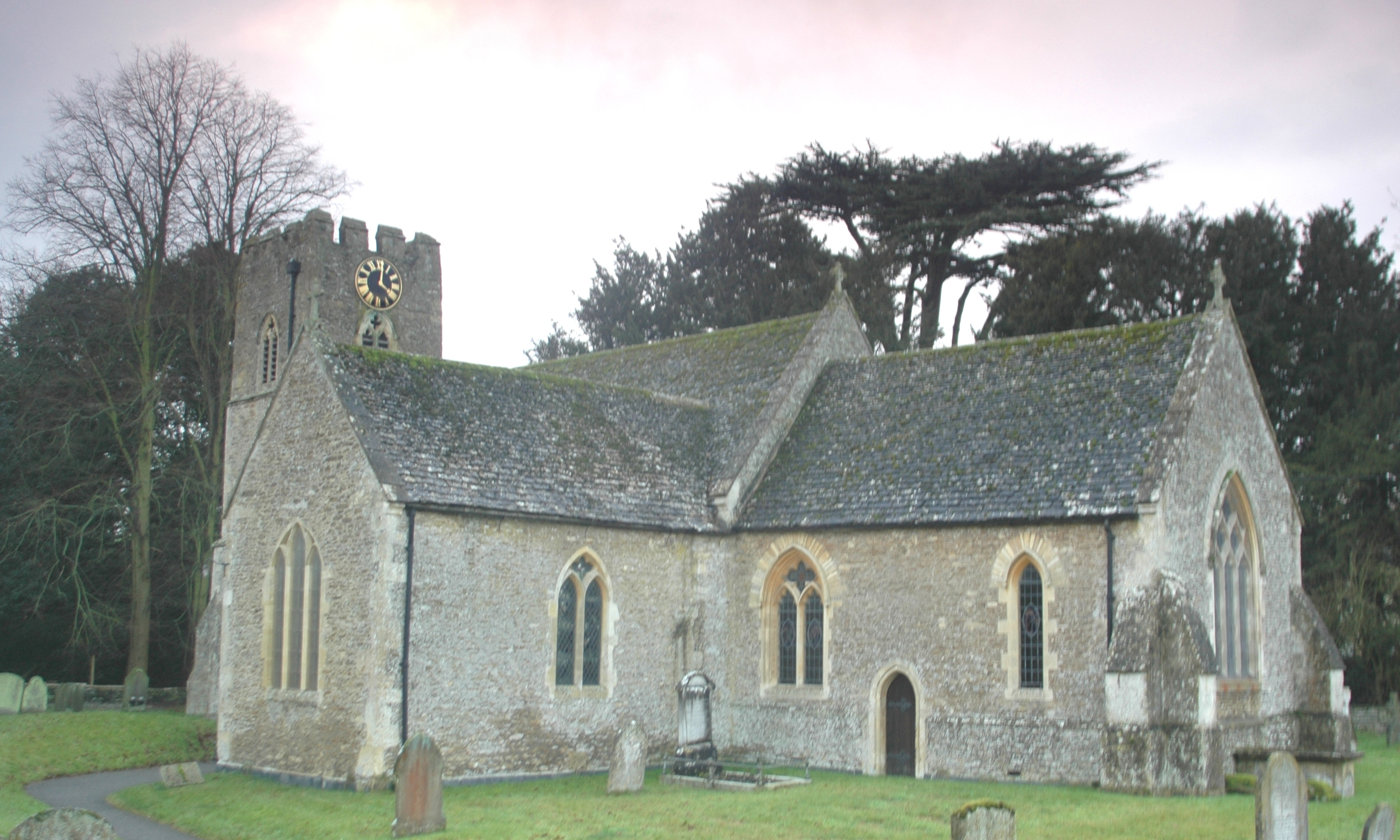
Hinton Waldrist, où il est possible que Williams ait passé une partie de sa jeunesse.

L'enfance de Thomas Richard Williams demeure inconnue jusqu'à son entrée en apprentissage, dans les années 1840, chez Antoine Claudet, photographe et inventeur de renom.
Il est né à Blackfriars, Londres, le 5 mai 1824. Thomas Williams, son père, était copropriétaire et exploitait une entreprise familiale de conduite d'autocars avec un service de Londres à Reading, une société de transport qui a finalement été dissoute. Il est possible qu'il ait passé une partie de son enfance dans le village de Hinton Waldrist dans le Berkshire (aujourd'hui Oxfordshire, village qu'il a photographié dans les années 1850 pour son ouvrage Scenes in Our Village.
Chez Antoine Claudet, Thomas Richard Williams commence comme comptable avant de devenir assistant puis photographe. Claudet est non seulement un excellent photographe mais également un innovateur très actif. Claudet réalise que la photographie en est encore à ses balbutiements et se consacre à la poursuite de l'excellence dans cette nouvelle discipline :
« La découverte d'un art nouveau fondé sur quelques faits surprenants dans la science, si parfait qu'il puisse paraître au début, reste rarement longtemps stationnaire ; et plus rarement encore peut-on prévoir toutes ses applications utiles ».
La vision binoculaire a fasciné les scientifiques pendant des siècles. Au XIXe siècle, Elliot et Charles Wheatstone ont étudié le sujet et ont fabriqué les premiers instruments permettant de visualiser des dessins stéréoscopiques dès 1832. L'intérêt de Claudet pour la stéréographie est un élément clé dans le choix de carrière de Williams. En effet, ce dernier est fasciné par les inventions de Claudet et notamment ses premières lunettes stéréoscopiques. T. R. Williams « a acquis une solide maîtrise technique de toutes les diverses opérations impliquées dans la production de daguerréotypes ».
Peu de temps après son mariage en 1847 avec Elizabeth Gorfin, nait une première fille, Elisabeth Mary. Thomas Richard Williams aura finalement douze enfants, dont quatre sont morts en bas âge. Williams quitte son l'emploi auprès de Claudet peu après son mariage. On suppose qu'il a travaillé pour le célèbre photographe Richard Beard, mais les recherches n'ont encore rien révélé de définitif sur ce point. Il a cependant créé sa propre entreprise de photographie en 1851.

### Années intermédiaires et succès
En 1851, Williams assiste à l'Exposition Universelle de 1851 au Crystal Palace. Tout en assistant à l'exposition, Williams a pris des daguerréotypes de haute qualité de l'intérieur du palais, dont certains survivent aujourd'hui.

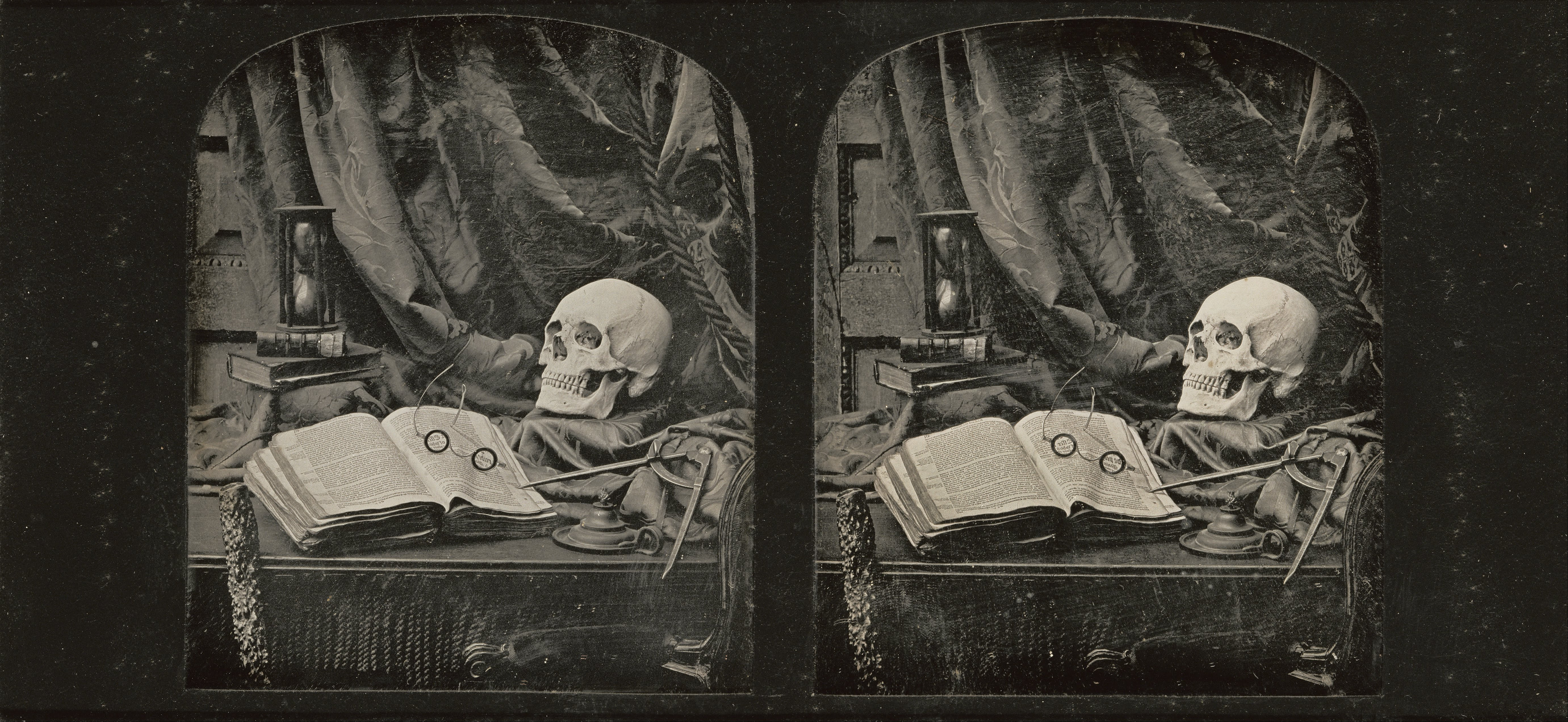
The Sands of Time(Les Sables du Temps), stéréogramme daguerréotype Williams (1850-1852).

L'Exposition universelle de 1851 marque le début du plein essor de la photographie stéréoscopique. En effet, en dépit des nombreuses images stéréoscopiques déjà produites par de nombreux pionniers, il manquait l'invention clef. Ce sont les stéréoscopes lenticulaires fabriqués à Paris par Dubosq et Soleil sous les instructions de Brewster qui vont introduire un moyen commercialement viable de promouvoir la stéréoscopie, applaudi par la reine Victoria elle-même.
Comme pour beaucoup de photographes, le premier studio de Williams à Lambeth sert tout à la fois de domicile et de studio. Il acquiert une réputation de portraitiste, due à leur « facture exquise et à leur élégance sobre qui devint sa marque de fabrique ». Le succès est tel qu'une source décrit les environs du studio comme souvent « bloqués par une douzaine de voitures attendant les visiteurs au studio de M. Williams ». Il peut bientôt ouvrir un studio dans Regent Street en 1854. c'est la rue des photographes qui comprenait déjà plus de vingt studios, dont celui de son ancien mentor et professeur, Claudet. D'après son biographe, « Williams, avec sa discrétion caractéristique et son approche discrète, n'a pas fait de publicité pour son entreprise ni installé de grandes enseignes pour attirer la clientèle ».
Contrairement à beaucoup de photographes, Williams ne se contentent pas de réaliser de lucratifs portraits. Il est un des premiers à photographier des natures mortes et à réaliser d'autres compositions artistiques. Ces images deviennent si populaires qu'elles donnent naissance à un nouveau genre qui va assurer « le boom stéréoscopique des années 1850 ».
Au milieu des années 1850, Williams passe un contrat avec la London Stereoscopic Company pour publier ses images. Cela lui permet une production de masse qui répond à la demande croissante de ses tirages (au même titre que d'autres célèbres photographes, tel William England). Il publiera finalement trois séries stéréoscopiques.
La première série stéréoscopique est composée de portraits, de compositions artistiques et de natures mortes, réalisées pour beaucoup d'entre elles dans son atelier. Les compositions soignées, avec de nombreux détails dénotent clairement « une influence de la tradition de la peinture hollandaise du XVIIe siècle et une profonde connaissance de l'iconographie entourant ce genre ». Williams avec  The Old Larder, Mortality ou Hawk and Duckling est au sommet de son art et produit de superbes compositions tridimensionnelles, qui, combinées à une sensibilité artistique exceptionnelle, aboutissent à des images d'une finesse étonnante. The Launching of the Marlborough, prise le 31 juillet 1855, sera reprise dans la presse parce qu'elle incarne la photographie instantanée, exécutées comme elles l'étaient à partir d'un décor en mouvement.
La deuxième série a pour sujet le « Crystal Palace » de Sydenham, car le palais original de Hyde Park a été démantelé après l'exposition. On y retrouve la finesse de composition et la grande technicité de Williams.

### Scènes de notre village
Elle est l'objet de l'ouvrage de Brian May et Elena Vidal, A Village Lost and Found (Un village perdu et retrouvé).
Il s'agit de cinquante-neuf tirages à l'albumine coloriés à la main sur des cartes de forme et de taille similaires à une carte postale moderne. Elles contiennent des images de la vie du village de Hinton Waldrist dans le Berkshire (maintenant dans l'Oxfordshire). En effet, Brian May a publié une photographie de l'église du village sur son site Web, pour voir si quelqu'un était capable de la localiser. Dans les 36 heures, il avait reçu 6 réponses. Les sujets qu'aborde Williams sont des scènes idylliques d'arbres et de ruisseaux, des scènes de commérages ou une demande en mariage. il y a aussi des enfants qui posent, des ponts, des greniers et d'autres bâtiments. Les  photographies peuvent être visualisées avec un stéréoscope pour produire une image tridimensionnelle. Au verso de la plupart des cartes se trouve un court verset descriptif, qui est généralement attribué à Williams :
- Prendre du maïs dans le grenier
- De la tempête et de la pluie
- Le grain récolté
- Est logé, et advienne que pourra
- Le trésor du fermier
- Reste bien au chaud jusqu'au jour du marché.

L'existence de ce village donne une plus grande profondeur encore au travail de Williams. En effet, les personnes représentées ne sont pas des acteurs, mais de vrais villageois que Williams devait certainement connaître. C'est « clairement une entreprise très personnelle pour Williams ; le ton des poèmes montre une familiarité indubitable avec le sujet et une profonde implication dans certaines des situations décrites ». Bien plus, le photographe fait très souvent des caméo en apparaissant face à l'appareil de prise de vue avec son haut-de-forme et son queue de pie.
Après ces trois séries pour la London Stereoscopic Company, Williams passe à d'autres travaux tels que les cartes de visite, indiquant au revers son statut de « photographe de la reine ».

### Photographe royal

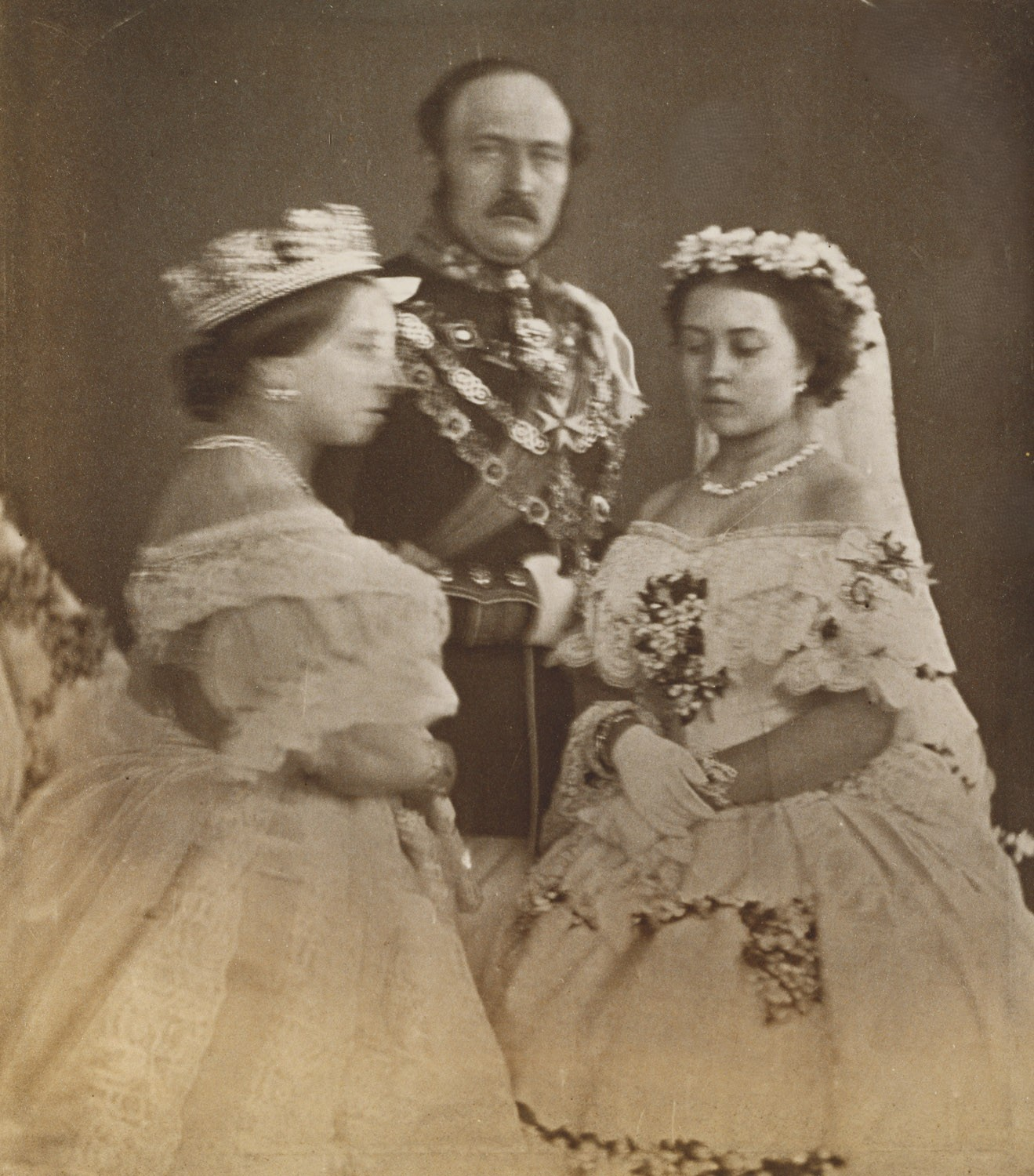
La reine Victoria, le prince consort et Victoria, la princesse royale dans la robe qu'ils portaient lors du mariage de la princesse royale.

En 1856, la renommée de Williams est telle qu'il est chargé de photographier la princesse Victoria à l'occasion de son seizième anniversaire. C'est le premier d'une série de portraits royaux.
Il réalisera également des photographies de la confirmation de la princesse Alice le 21 avril 1859, des princesses Louise et Helena, de la princesse Victoria avec son premier fils, de l'empereur Guillaume II . Ces photographies sont conservées dans la collection du château de Windsor.

## La réception de l'œuvre de Williams
Williams a produit énormément de clichés, mais « on a prétendu qu'aucune impression n'a jamais quitté son établissement sans son approbation ».
Il est désormais reconnu comme un des principaux acteurs de l'histoire de la photographie stéréoscopique. Ses cartes stéréoscopiques sont le « premier exemple d'un art photographique ambitieux [qui va] obtenir un large succès commercial »
Il est membre à vie de la Royal Photographic Society depuis sa création et appartient également à la North London Photographic Society, ainsi qu'à la South London Photographic Society.
Il reçoit une médaille à l'Exposition universelle de Paris de 1855, puis à l'Exposition internationale de Londres de 1862, ainsi que par la Photographic Society of London en 1866.
Il a produit un volume de travail remarquablement élevé. Son succès lui a permis de déplacer sa famille à Sellers Hall, un grand manoir à Barnet.

### Maladie et mort
À la fin des années 1860, sa santé décline rapidement. Il prend un associé pour assurer la continuité de son entreprise. Il meurt chez lui le 5 avril 1871. Son certificat de décès mentionne le diabète comme cause, mais Brian May et Elena Vidal émettent l'hypothèse que les nombreux produits chimiques utilisés dans les premiers processus photographiques, notamment pour réaliser des daguerréotypes, peuvent également avoir contribué à l'apparition de sa maladie et sa mort prématurée, un mois avant son 47e anniversaire,.